# Vidraria de laboratório

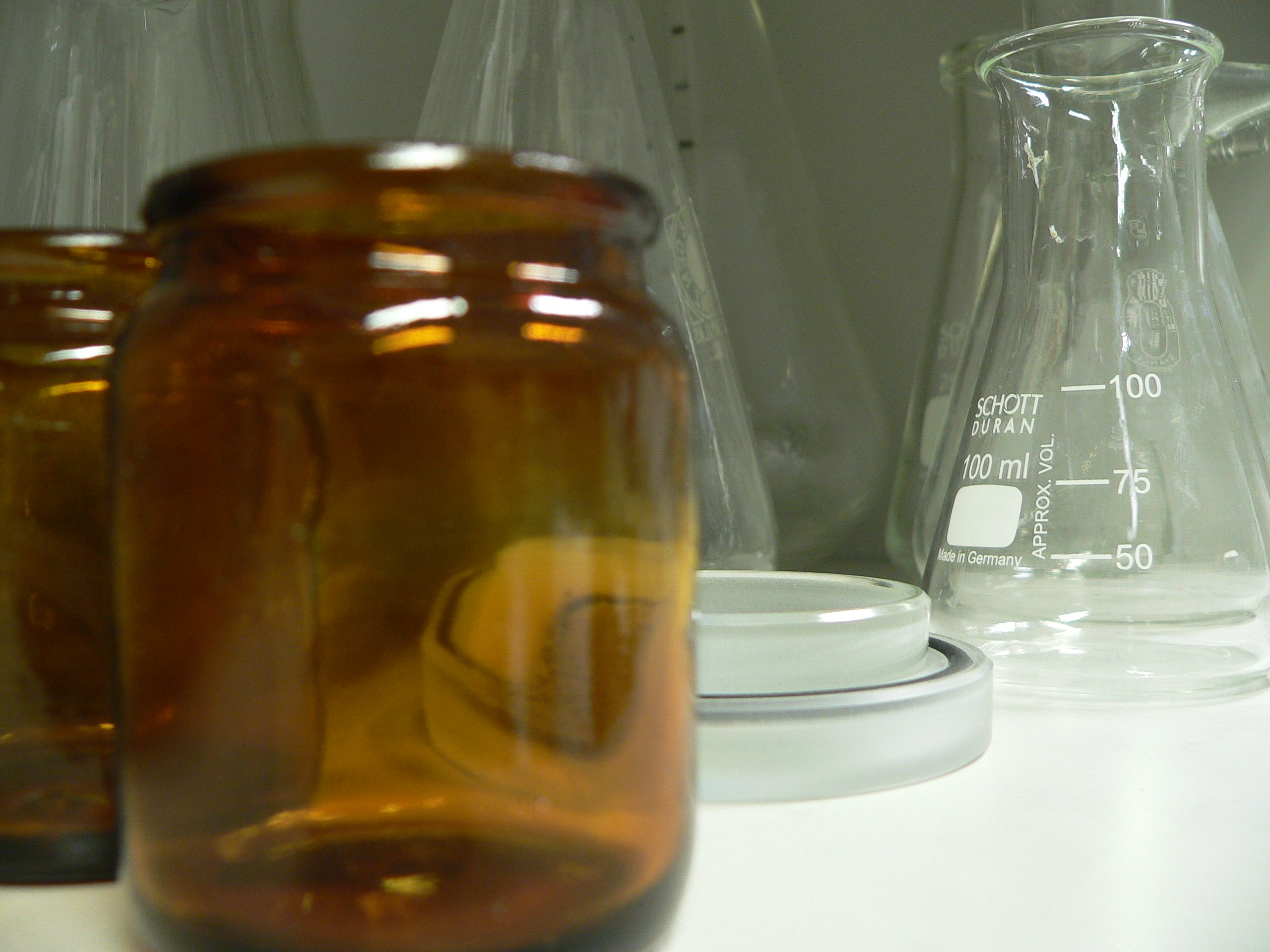
Peças de vidraria

Vidraria de laboratório refere-se a uma grande variedade de equipamentos de laboratório que tradicionalmente são feitos de vidro. Em geral é utilizada em análises e experimentos científicos, principalmente nas áreas de química e biologia. Atualmente alguns equipamentos estão sendo fabricados com plástico, em sua maioria por razões econômicas, contudo o vidro ainda é muito utilizado devido a sua transparência, resistência ao calor e por ser praticamente um material inerte. Muitas peças de vidraria são produzidas em vidro borossilicato, por agregar à peça, a resistência ao choque térmico e melhorar a resistência mecânica e aos químicos. Em algumas aplicações, como por exemplo no armazenamento de produtos, é utilizado o vidro escurecido para minimizar os efeitos da exposição de seu conteúdo à luz.

## Exemplos

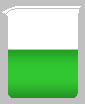
Béquer
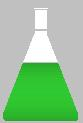
Erlenmeyer
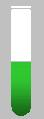
Tubo de ensaio
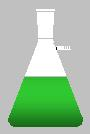
Kitassato
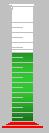
Proveta
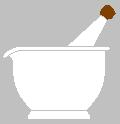
Almofariz
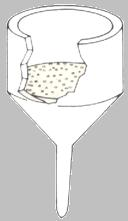
Funil